# Griepen

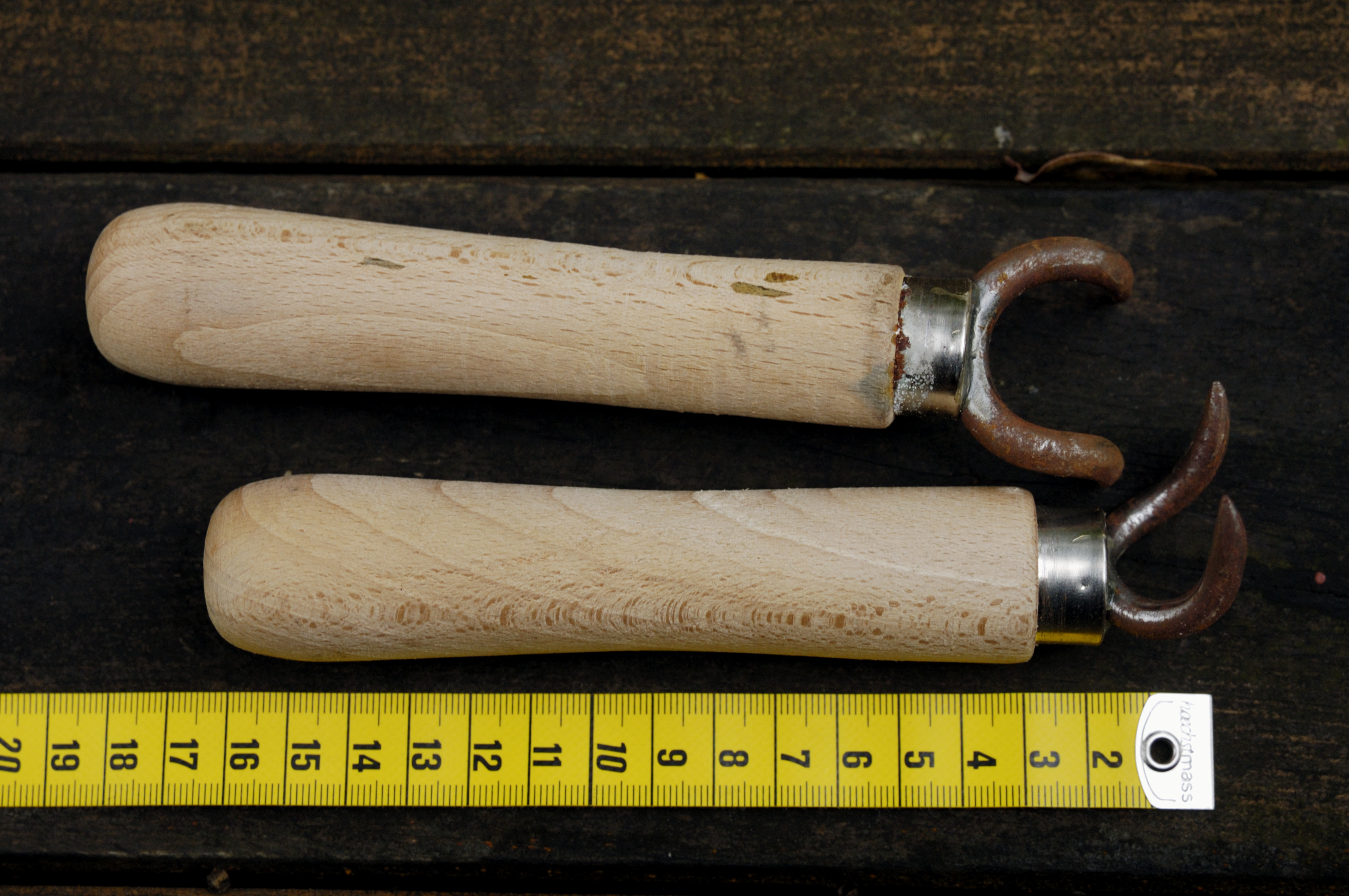
Griepen

Griepen sind  Hilfsmittel zum Greifen und Bewegen von Jutesäcken, Ballen und sonstigen, schweren Packstücken. Sie wurden vorrangig im Hafenumschlag vor der Containerisierung benutzt. 
Griepen werden stets paarweise eingesetzt und stellen die „stählernen“ Fingernägel des Arbeiters dar, die er in die Oberfläche des Packstückes „krallt“, um es zu bewegen.
Der Name „Griepen“ entstammt der Niederdeutschen Sprache und bedeutet „Greifen“.